# Gaillard de Fassignies

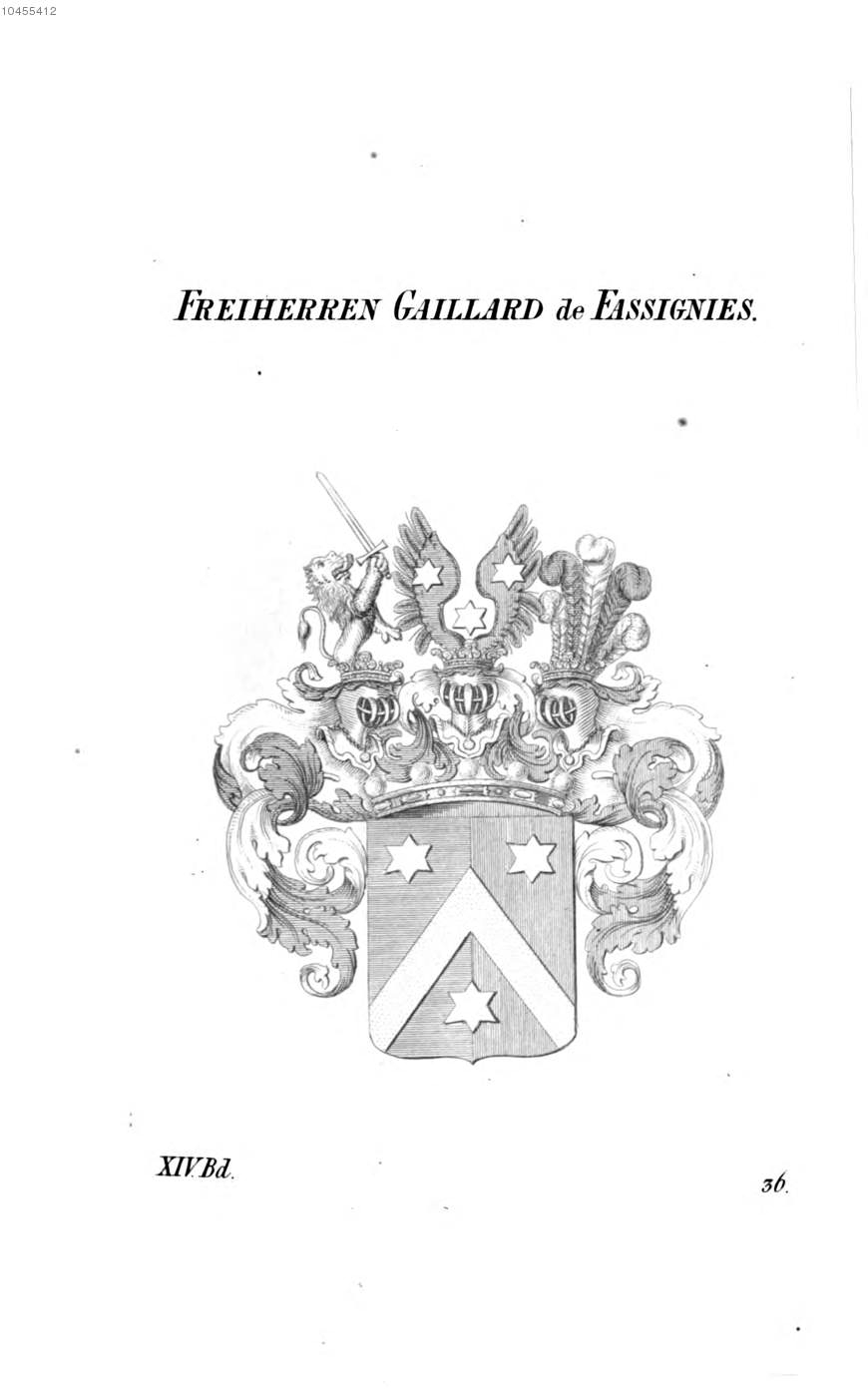
Wapen van Gaillard de Fassignies

Gaillard de Fassignies was een Zuid-Nederlandse adellijke familie.

## Geschiedenis
In 1709 verleende koning Filips V van Spanje erfelijke adel aan Jean-Charles Gaillard, heer van Fassignies. De verlening werd echter niet geregistreerd in de Spaanse Nederlanden en derhalve ook niet bevestigd.
In 1764 werd door keizerin Maria Theresia de titel van baron van het Heilige Roomse Rijk verleend aan Louis-Ignace Gaillard, kleinzoon van de voorgaande. Hij had geen afstammelingen.
In 1822 werd Ignace Emmanuel Joseph Gaillard de Fassignies (Bergen, 8 september 1765 - overlijdensdatum- en plaats onbekend) onder het Verenigd Koninkrijk der Nederlanden erkend in de erfelijke adel.

## Genealogie
- Jacques Gaillard (1685-1727), heer van Fassignies, x Marie-Thérèse Thiefry (1690-1756).
  - Jean-Philippe Gaillard, heer van Fassignies (1711-1779), advocaat en raadsheer bij het Soevereine Hof in Bergen, x Blanche de Sepmeries (1725-1788).
    - Ignace-Emmanuel Gaillard de Fassignies (°1765), trouwde in 1791 met Marie-Françoise de Behault (1763-1792) en trad in tweede huwelijk in 1793 met Anne Marbais (1764-1840). Uit het tweede huwelijk had hij twee zoons, die echter ongehuwd bleven.
    - Charlotte Gaillard de Fassignies (1759-1835), trouwde in 1779 in Bergen met François Robert, baron van Saint-Symphorien (1752-1808), luitenant in Franse dienst en provoost van Chimay. Ze kregen twee zoons, met afstammelingen tot heden.

De familie Gaillard de Fassignies doofde uit in 1866.